# Hellbound (film)
Pour les articles homonymes, voir Hellbound.
Pour plus de détails, voir Fiche technique et Distribution.
Hellbound (parfois traduit par Face à l'enfer) est un film américain réalisé par Aaron Norris, sorti en 1994.

## Synopsis
Frank Shatter et Calvin Jackson, deux flics de Chicago enquêtent sur la mort mystérieuse d'un rabbin, dont le cœur a été retrouvé à côté de son cadavre. Convoqués en Israël par la police de Tel Aviv, ils découvrent que les autorités locales aimeraient les voir abandonner l'affaire. La vérité est au-delà de ce qu'ils pouvaient imaginer : les puissances qu'ils devront affronter sont surnaturelles, et, s'ils échouent, quelque chose de terrible arrivera…

## Fiche technique
- Titre original : Hellbound
- Titre francophone : Hellbound face à l'enfer où Flic où enfer
- Réalisation : Aaron Norris
- Pays d'origine :  États-Unis
- Genre : action – fantastique
- Durée : 95 minutes
- Date de sortie française : Sortie en DVD le 8 septembre 2000.

## Distribution
- Chuck Norris (VF : Bernard Tiphaine) : Frank Shatter
- Calvin Levels (VF : Emmanuel Jacomy) : Calvin Jackson
- Christopher Neame : Lockley le démon
- Sheree J. Wilson : Leslie
- Asher Tzarfati (VF : Patrick Floersheim) : Capitaine Arrad

## Commentaire
Chuck Norris retrouve Sheree J. Wilson sa partenaire dans sa série Walker, Texas Ranger